# 덕포역
덕포(부산도서관)역(Deokpo(Busan Library)Station, 德浦驛)은 대한민국 부산광역시 사상구 덕포동에 있는 부산 도시철도 2호선의 지하철역이다.

## 특징
덕포시장 인근의 덕포 교차로에 역이 소재하고 있다. 이 역 앞에 서는 시내버스 노선들은 대부분 다 이 역이 소재한 덕포 교차로에서 우회전을 하여 백양공원 삼거리에 있는 곡선 지하차도를 통해 모라동 안쪽 동네로 들어간다.
모덕역 인근에도 모라동 쪽으로 접근 할 수 있는 곡선 지하차도가 있으나, 그쪽으로는 시내버스가 운행되지 않으며, 모덕역 앞에 서는 시내버스 노선들은 모라역을 지나서 북구청과 구포역, 덕천 교차로 쪽으로 가기 때문에 시내버스를 통해 모라동 안쪽 동네로 접근을 하려면 이 역에 반드시 하차하여야 한다.
이 역의 부역명은 인근에 신라대학교가 있다고 하여 신라대학교였으나, 2009년 1월 10일 자로 부역명 유상 판매 정책으로 인해 부역명이 삭제되었다.
이 역에서 신라대학교로 가려면 2번 출구로 나간 후 인근의 덕포시장(덕포역) 시내버스 정류장에서 62번 버스로 환승하면 된다.

## 역명의 유래
초기에는 역사(驛舍)와 붙어 있는 강선대(降仙臺)를 역명으로 하였으나, 개통 이전에 역사가 있던 덕포동(德浦洞)의 지명을 따서 덕포역으로 다시 명명하였다.

## 역사
- 1999년 6월 30일 : 부산 도시철도 2호선 개통과 함께 덕포역(신라대)로 영업 개시
- 2009년 1월 10일 : 부역명 신라대학교 삭제

## 역 구조
승강장은 2면 2선식의 상대식 승강장으로 운영된다. 스크린도어가 설치되어 있다.

### 승강장
| 사상↑ |
| \| 상 |
| ↓모덕 |

| 상행 | ● 부산 도시철도 2호선 | 사상·서면·대연·금련산·장산 방면 |
| 하행 | ● 부산 도시철도 2호선 | 덕천, 화명,호포, 양산 방면      |

- 이 역은 반대방향으로 횡단이 불가능한 역이다.

## 역 주변
- 덕포시장
- 증흥 S클래스 그랜드 센트럴(2023 / 07예정)
- 덕포1동 우체국
- 사상중학교
- 덕포여자중학교
- 사상경찰서
- 덕포2동 행정복지센터
- 덕포초등학교
- 신라대학교
- 도로교통공단 부산북부운전면허시험장

## 승차량 변동
| 역 노선 | 승차 인원 | 승차 인원 | 승차 인원 | 승차 인원 | 승차 인원 | 승차 인원 | 승차 인원 | 승차 인원 | 승차 인원 | 승차 인원 | 승차 인원 | 승차 인원 | 승차 인원 | 승차 인원 | 주 석 |
| 역 노선 | 2002년    | 2003년    | 2004년    | 2005년    | 2006년    | 2007년    | 2008년    | 2009년    | 2010년    | 2011년    | 2012년    | 2013년    | 2014년    | 2015년    | 주 석 |
| ------- | --------- | --------- | --------- | --------- | --------- | --------- | --------- | --------- | --------- | --------- | --------- | --------- | --------- | --------- | ----- |
| 2호선   | 5204      | 4962      | 4600      | 4392      | 4024      | 3737      | 3861      | 3889      | 3974      | 4331      | 4360      | 4428      | 4540      | 4430      | [ 1 ] |

## 인접한 역
| 부산 도시철도 2호선           | 부산 도시철도 2호선   | 부산 도시철도 2호선 |
| ----------------------------- | --------------------- | ------------------- |
| 227 사상 (도시철도) 장산 방면 | ● 부산 도시철도 2호선 | 229 모덕 양산 방면  |